# وسام صليبا
وسام صليبا (19 مايو 1989) ممثل ومغني لبناني

## حياته ومشواره المهني
والده المغني غسان صليبا وشقيقه زياد درس التمثيل والموسيقى  انضم إلى محترف التمثيل في عمشيت بإدارة الأستاذ إيلي لحود وخضع لدورات في التمثيل لعامين قبل أن يتوجه إلى لوس أنجلوس. هناك تدرج في Actor Studio حتى 2010 حين قرر دراسة الإخراج في CLA، فشارك هناك في مسرحيات عدة، وبدأ بتصوير أفلام قصيرة، وعمل في Comedy festivals لعامين شاركت خلالهما في قنوات فضائية عالمية، بغية الترويج للموهبة الشرقية في أميركا، وتضمن اسكتشات كوميدية وStand up comedy ، عمل أيضاً في الإنتاج. ومثل في أعمال خاصة عديدة. لكني لم يكن سعيدأ وبدأت أفكر بالعودة إلى لبنان. وفور عودته شارك في اعلانين تجاريين، ثم عرض عليّ مروان حداد المشاركة في «أحمد وكريستينا» وهذا ما حصل، حيث أطل على الجمهور للمرة الأولى في عام 2015

## أعماله

### في التمثيل

#### التلفزيون
- (2024):2024
- (2023):الخائن
- (2022): رقصة المطر
- (2021):داون تاون
- (2021): 2020
- (2021): خرزة زرقا
- (2021): حادث قلب
- (2019): آخر الليل
- (2018):أصحاب تلاتي
- (2018):حدوتة حب -خماسية شهر عسل
- (2017):أول نظرة
- (2016): لأني بحبك
- (2016):متل القمر
- (2015): حب حرام
- (2015): أحمد وكريستينا

#### السينما[4]
- (2021): حادث قلب
- (2019): مطلوبين
- (2018): ملا علقة
- (2016):	Noirland
- (2016): 	The Extra
- (2016): 	Secteur 1
- (2014): 	Always Faithful
- (2014): American
- (2013): Agon
- (2013): The Trials of Zander Peterson
- (2012): A Soldier's Lullaby
- (2012): The Elephant Clan
- (2012): Parallel Universe
- (2011): Journey Forward
- (2011): A Touch of Cinnamon
- (2011): Always
- (2009):Ballistica

### المسرح
- روميو وجوليت

#### في الغناء
عام 2015 شارك في برنامج "ديو المشاهير" لتُضيف إلى مسيرته شهرةً عربيّة واسعة وسريعة بعدها قدم" أغنية " مش عم صدق حالي" دويتو مع والده الفنان غسان صليبا الذي 
عام 2018 أطلق أغنية «إذا ناوية» التي أطلقها عبر «أنغامي»، وهي من كلمات وألحان وإنتاج تينا يموت، توزيع وريان بيلوني وتينا يموت وداني بو مارون 

## جوائز
- لبنان: جائزة الموريكس دور بدورته السادسة عشرة كأفضل ممثل لبناني صاعد عن دوره في مسلسل أحمد وكريستينا [6]